# Unblessing the Purity
Unblessing the Purity is de tweede ep van de Zweedse deathmetalgroep Bloodbath uitgebracht in 2008. Mikael Åkerfeldt is op deze ep opnieuw de vocalist, omdat de band geen geschikte kandidaat vond toen hij in 2005 de band had verlaten. Ook is Dan Swanö, die de band verlaten had omdat hij het te druk had met andere projecten en ook een andere muzikale richting uit wilde, vervangen door Per Eriksson.

## Tracklist
| 1.                 | Blasting The Virginborn | Renkse  | Renkse            | 3:32 |
| 2.                 | Weak Aside              | Nyström | Nyström           | 4:15 |
| 3.                 | Sick Salvation          | Renkse  | Eriksson          | 3:21 |
| 4.                 | Mouth Of Empty Praise   | Renkse  | Eriksson & Renkse | 4:32 |
| Totale duur: 15:40 |                         |         |                   |      |

## Bezetting
- Mikael Åkerfeldt – Vocalen
- Anders Nyström – Gitaar
- Per Eriksson - Gitaar
- Jonas Renkse – Basgitaar
- Martin Axenrot – Drum